# Горяинов, Сергей Михайлович
Сергей Михайлович Горяинов (4 [16] декабря 1849, Одесса, Херсонская губерния — 5 ноября 1918) — сенатор Российской империи в 1916—1917 годах.

## Биография
Родился 4 декабря 1849 года в семье поручика Михаила Сергеевича Горяинова (09.02.1826―19.10.1903) и Марии Ивановны Дамич (27.09.1826 – пос.1879). Младшие братья будущие известные русские металлурги Юрий (26.02.1866 ― 1923) и Алексей (1859―1919).
Закончил юридический факультет Петербургского университета в 1871 году.
Служил участковым мировым судьей в суде Павловского уезда в 1871—1873 годах, уездным предводителем дворянства в 1873—1874 годах, председателем Павловской уездной земской управы в 1874—1878 годах, членом Петербургского окружного суда в 1878—1891 годах. Затем перешел на службу в Министерство иностранных дел. Служил консулом в Черновицах (Австро-Венгрия) в 1891—1896 годах, генеральным консулом в Вене в 1896—1897 годах, вице-директором 2-го департамента в 1897—1902 годах, директором Государственного и Петербургского главного архивов МИД в 1902—1915 годах, сенатором в 1916—1917 годах.
Являлся членом Исторического общества при Императорском Санкт-Петербургского университете, членом Русского исторического общества.

## Вклад в науку
Историк дипломатии, автор ряда исторических документов о политике России в вопросе о черноморских проливах, о истории дипломатических отношений России с европейскими странами, о состоянии Австро-Венгрии, о воинском уставе России.

## Награды и чины
За свои достижения неоднократно был отмечен:
- 1898 — действительный статский советник;
- 1903 — Уваровская премия Академии наук за книгу «Руководство для консулов» (СПб., 1903);
- орден Святого Станислава I степени.
- 1911 — тайный советник.